# Cataulacus vorticus
Cataulacus vorticus é uma espécie de formiga do gênero Cataulacus, pertencente à subfamília Myrmicinae.